# Крушево (Північна Македонія)
Крушево (мак. Крушево [ˈkruʃɛvɔ] ( прослухати); арум. Crushuva) — місто у Північній Македонії, адміністративний центр общини Крушево. Найвище місто в Північній Македонії, яке знаходиться на висоті 1350 метрів.

## Етимологія
Назва Крушево має семантичний розвиток "груша", який зустрічається в слов'янській паралелі gruša, kruša "груша, грушеве дерево" < *grušiti, *krušiti"кришити, ламати", а також в індоєвропейській паралелі *peisom "груша" < *peis-.
Іншими балканськими мовами це місто називається:
- алб. Krushevë
- арум. Crushuva
- грец. Κρούσοβo (Kroúsovo) або Κρουσοβός (Krousovós)
- рум. Crușova
- тур. Kruşova або Kuruşova

## Історія

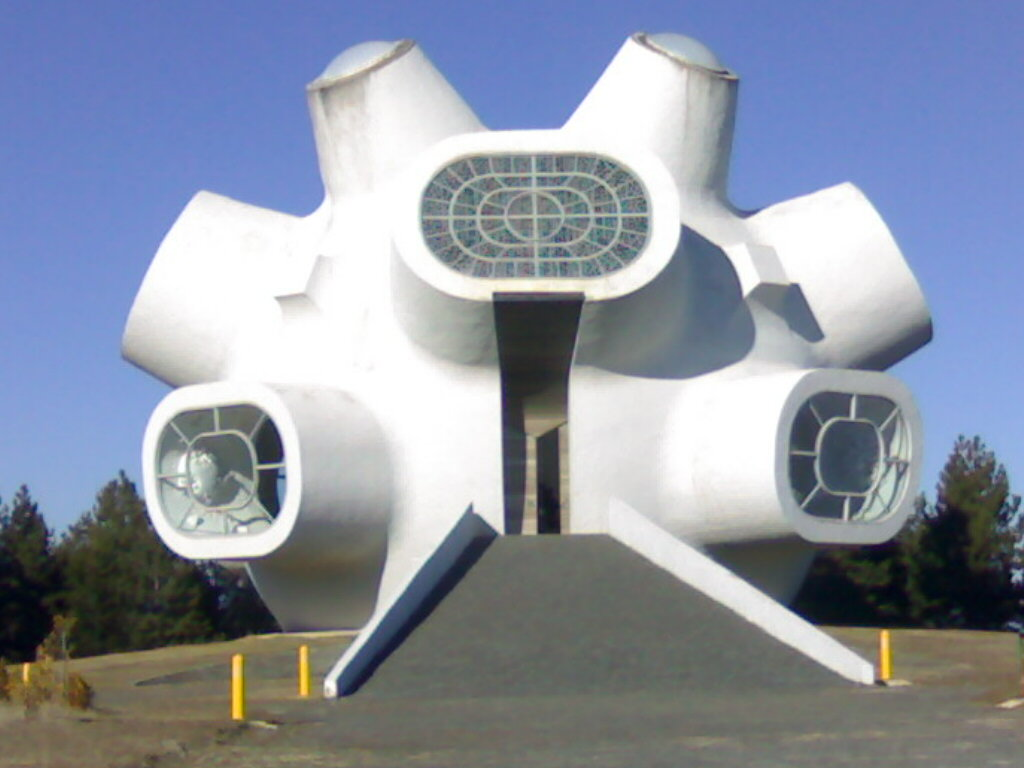
Меморіал «Македоніум» на честь вшанування Ілінденського повстання

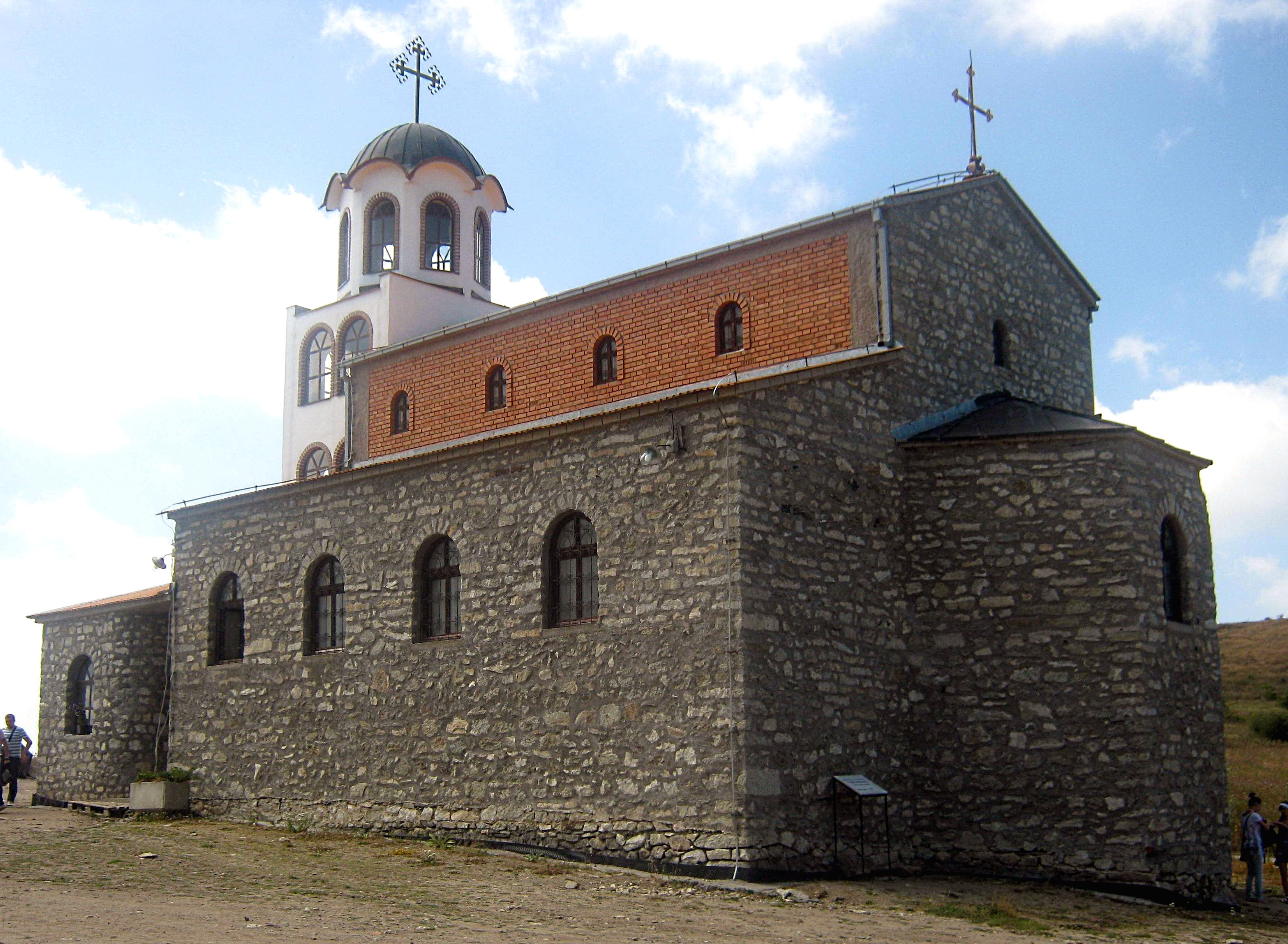
Церква Преображення

Вперше місто згадується в 1467 році.
Місто було столицею першої македонської держави Крушевської республіки з 3 до 13 серпня 1903 року. Місто-держава була створена під час Ілінденського повстання проти турецького панування.
У місті було сформовано самоврядування і скликано Раду Республіки, яка складалась з 60 членів — по 20 осіб від кожної етнічної громади міста (болгарської, грецької та волоської (арумунської)).
12 серпня 1903 року регулярна турецька армія та іррегулярні загони башибузуків, за підтримки артилерії, увійшли до міста та придушили повстання.

## Населення
- Македонці — (80,17 %);
- Арумуни — (19,14 %);
- Серби — (0,48 %);
- Інші — (0,21 %);

## Уродженці
- Такі Фіті (* 1950) — економіст і колишній міністр фінансів Північної Македонії.